# DESCENT
『DESCENT』(ディセント)は、元々はParallax Softwareが開発し1995年3月17日に発売されたMS-DOS向けのシューティングゲームである。プレイステーション版もあり、まず日本国内で1996年1月26日にソフトバンクからプレイステーション版が発売され、北米版がインタープレイ・エンターテインメントから1996年3月12日に発売されている。以下ではこのプレイステーション版について記述する。

## 概要
MS-DOS版はFPSの元祖といわれる『Wolfenstein 3D』と『DOOM』が発売された直後であり、3Dゲーム自体が少なかった時代に、無重力空間を上下左右問わず「360°自由に動き回れるFPS」として開発された。宇宙用の戦闘機で採掘基地を探索し、敵を破壊しながら捕虜を救出し、基地の動力炉を破壊して脱出する。冒頭ムービーでマテリアル・ディフェンダーは、依頼者や政治家に対し痛烈な皮肉を語っているのが特徴的で、ユーモア溢れる。
PlayStation版はCD-ROMの大容量を活かし、1995年3月17日発売のMS-DOS版と比較するとCGアニメが追加され、BGMやSEも豪華になっているが、描画のフレームレートは劣っている。
MS-DOS版ではゲーム終了時にソフトウェアのインターネット経由の頒布を禁止する文章が記載されている。

## 物語
宇宙の資源採掘を手がける鉱山会社、ポスト・テラン・マイニング・コーポレーション(PTMC)の採掘施設が正体不明の侵略者に占拠された。鉱山に配置されていたロボットたちは侵略者によりプログラムしなおされ、反乱を起こす。冥王星の鉱山に始まった反乱は各鉱山に飛び火し、月面基地まで及びつつあった。PTMCは、マテリアル・ディフェンダーと呼ばれる戦闘機パイロットを呼び、この事件の解決を依頼する。

## 登場人物
マテリアルディフェンダー1032
主人公。PTMCの私兵部隊、テリアルディフェンダーの一人。PTMCに依頼された鉱山の破壊を完遂し帰還するが…。
PTMC役員
PTMCの幹部。マテリアルディフェンダー1032に鉱山の生存者の救出と反乱したロボットと各基地の破壊を依頼する。続編のDescent IIから「サミュエル・ドラヴィス」という名前が付く。

## Pyro-GX
イスラエル製の宇宙戦闘艇。主人公はこの機体に搭乗する。
機体はコンパクトで、鉱山の狭い坑道の中も移動できる。様々な兵器を装備可能。

## メインウェポン
レーザー
標準装備のレーザー砲。4段階までパワーアップする。
エネルギーブーストや砲本体（バルカン砲以外は共通）を拾うことでエネルギーを補給する。
クワトロレーザー
4門のレーザー砲。
バルカン砲
エネルギーを消費しない武器。弾数に限りがあり、最大10000発まで搭載。連射可能。
落ちているバルカン砲弾やバルカン砲を拾うことで弾を補給する。
拡散砲
攻撃範囲が広い。広範囲の敵にダメージを与えることができるレーザー砲。
プラズマ砲
強力なレーザー砲。ただし、エネルギーも大量に消費する。
核融合砲
最も強力なメインウェポン。しかし、エネルギーの大部分を消費するので使用できる状況は限られる。

## サブウェポン
ショックミサイル
直進タイプのミサイル。威力は高いが、素早い敵には命中させにくい。最大20発
追尾ミサイル
敵を追尾するミサイル。コクピットのロックアラートが光るときに発射すると、敵を自動追尾する。最大10発
爆弾
機雷型爆弾。投下後何かが接近すると自動的に爆発する。最大10発
拡散爆弾
本体爆発後に炸裂弾を数発発射し、標的を中心とした広範囲の敵を撃破することが可能。最大5発
メガミサイル
最強のミサイル。爆発後、レーザーが飛び散り、広範囲の敵を一掃することができる。最大5発
フレア
坑内など暗くて通路などが見えない時に発射する光源体。壁面に突き刺さり、わずかな時間だが周囲を照らす。

## 敵ロボット
クラス1ドローン
偵察ロボット。最弱。動きも非常に鈍く、あまり攻撃してこない。
クラス2ドローン
弾速の速い射撃を行ってくる。
小型ハルク
鉱山の防衛用ロボット。やや頑丈でプレイヤーの攻撃を回避する動作をする。
人間の上半身のようなデザインの敵。
中型ハルク
鉱山の爆破処理用ロボット。耐久性が高く、ショックミサイルで武装している。
スーパーハルク
中型ハルクの色違い。非常に耐久性が高く、ホーミングミサイルを装備している。
中型リフター
掘削用ロボット。爪で引っ掻いて攻撃してくる。
「スパイダー」加工ロボット。
破壊すると数体の小型ロボットに分裂する。本来は瓦礫を処理するために設計された。
クラス1ドリラー
掘削用ロボット。バルカン砲で武装している。
補助リフター
多目的ロボット。レーザーを高速連射する。
クラス2監督ロボット
数機のロボットを指揮する。
高性能リフター
多目的ロボット。引っ掻いて攻撃する。動作音が非常に静かで気付きにくい。
クラス1ヘビードリラー
軍事用に開発されたロボット。頑丈でプラズマ砲で武装している強敵。
PTMC防衛プロトタイプ
4連装レーザーを発射する。
クラス2プラットホームロボット
解析メカ。3発のレーザーを同時発射するタイプとショックミサイルを同時発射するタイプがある。
クラス3ゴーファーロボット
多目的ロボット。貴重な鉱物などを運搬するロボットだったが、改造後は機雷を設置するようになった。
ボスロボット1
鉱山の動力炉を内蔵した巨大なロボット。光学迷彩とテレポート機能を装備しており、拡散ミサイルで攻撃する。
光学迷彩とテレポートを廃し核融合砲を装備したものがザコ敵として登場する。
ボスロボット2
ラストボス。同様に動力炉を内蔵している。光学迷彩機能と大型ミサイルを装備している。ボスロボットはいずれもPTMCのロボット情報にないため、おそらく新造機と思われる。

## アイテム
エネルギーブースト
エネルギーが回復する。
シールドブースト
シールドが回復する。
クローキングデバイス
一定時間プレイヤー機がステルス状態となり、敵からは発見されない。
インバルネラブル
一定時間プレイヤー機が無敵状態となり、攻撃されてもシールドエネルギーが減少しない。
捕虜
基地のどこかに監禁されている。彼らを救出するのも目的の1つ。

## 施設
エネルギーセンター
空中でロボットがエネルギーを補給するための設備。通過するとエネルギーが回復する。
ロボットジェネレーター
ロボットを製造するための設備。ロボットを必要に応じて製造する。
動力炉
プレイヤーの破壊目標。破壊すると基地の自爆装置が作動し、カウントダウンに入る。
非常口
動力炉を破壊すると開く。自爆のカウントダウンが終わるまでに、ここから脱出する。
一部のステージには他に非常口が存在しており、そこから脱出するとシークレットレベルに進むことができる。

## システム
難易度
練習、初級、中級、上級、超級といった難易度でゲームをプレイできる。
オートマップ
今まで通った通路をワイヤーフレームで見られる。マップの拡大、縮小、回転もできる。
対戦モード
他のプレイヤーと対戦できる。対戦の際は、対戦ケーブルが必要になる。先に相手の戦闘機を撃墜すれば勝利。